# Roquefeuil
Roquefeuil è un comune francese di 281 abitanti situato nel dipartimento dell'Aude, nella regione dell'Occitania.

## Società

### Evoluzione demografica
Abitanti censiti